# Dark Secrets
Pour plus de détails, voir Fiche technique et Distribution.
Dark Secrets est un film américain réalisé par Victor Fleming, sorti en 1923.

## Fiche technique
- Titre : Dark Secrets
- Réalisation : Victor Fleming
- Scénario : Edmund Goulding
- Photographie : Harold Rosson
- Pays de production : États-Unis
- Format : Noir et blanc - 1,33:1 - Film muet
- Genre : drame
- Date de sortie : 1923

## Distribution
- Dorothy Dalton : Ruth Rutherford
- Robert Ellis : Lord Wallington
- José Ruben : Dr Mohammed Ali
- Ellen Cassidy : Mildred Rice
- Pat Hartigan : Biskra
- Warren Cook : Dr Case
- Julia Swayne Gordon : Mme Rutherford